# Дехино (озеро)
Дехино — пресноводное озеро в Новгородской области России, находится на территории Старорусского района.
Расположено на юго-востоке района, в междуречье рек Пола и Шубинская Робья, в 32 километрах к юго-западу от посёлка Демянск. Находится на высоте 78,5 метра над уровнем моря. Форма озера округлая, с диаметром около 1,9 км. Острова отсутствуют. Площадь водной поверхности — 2,5 км², площадь водосбора — 22 км². 
Впадает небольшой ручей без названия на юге. На северо-западе вытекает река Старовская Робья, впадающая в Ловать и относящаяся к бассейну озера Ильмень. Берега низкие, слабо изрезаны, покрыты заболоченным лесом со всех сторон: к северу лежит болото Большой Мох, к югу — Дубровский Мох.
В начале 2023 года группа поисковиков подняла со дна озера частично разрушенный при посадке гидросамолёт МБР-2 времён Великой Отечественной войны .